# Erste Bank Eishockey Liga 2013/2014
Sezóna 2013/2014 byla 84. sezónou Rakouské hokejové ligy. Vítězem ročníku se stal italský tým HC Bolzano.

## Herní systém
V základní části se hrálo čtyřkolově každý s každým (celkem 44 kol). Po základní části se pokračovalo nadstavbovou částí, kde se týmy rozdělily do dvou skupin. Ve skupině A hrálo 6 nejlepších týmů a ve skupině B zbylých 6 týmů. Body se do nadstavbových skupin nepřenášely, týmy pouze dostaly bonusové body za umístění v první fázi. Celá skupina A a dva nejlepší týmy ze skupiny B postoupily do playoff, které se hrálo na 4 vítězné zápasy. Čtvrtfinálové dvojice nebyly pevně dány, ale vítěz nadstavbové skupiny A si mohl vybrat z týmů na 5. až 8. místě, druhý tým volil ze zbylých týmů atd.
Bodovalo se stejně jako v NHL - za vítězství obdržel vítěz 2 body, za porážku v prodloužení nebo na nájezdy 1 bod, za prohru v základním čase pak 0 bodů.

## Základní část

### První fáze
| Vysvětlivka                                              |
| -------------------------------------------------------- |
| Nejlepších šest týmů postoupilo do nadstavbové skupiny A |
| Zbylých šest týmů hrálo v nadstavbové skupině B          |

| Poř. | Tým                       | Z  | V  | P  | VP | PP | VN | PN | Skóre   | +/- | B  |
| ---- | ------------------------- | -- | -- | -- | -- | -- | -- | -- | ------- | --- | -- |
| 1.   | Vienna Capitals           | 44 | 30 | 14 | 3  | 1  | 1  | 1  | 160:103 | +54 | 62 |
| 2.   | EHC Linz                  | 44 | 30 | 14 | 4  | 2  | 1  | 0  | 150:119 | +41 | 62 |
| 3.   | EC Red Bull Salzburg      | 44 | 29 | 15 | 1  | 2  | 1  | 1  | 152:107 | +45 | 61 |
| 4.   | HC Bolzano                | 44 | 25 | 19 | 0  | 2  | 1  | 5  | 135:126 | +9  | 57 |
| 5.   | Orli Znojmo               | 44 | 25 | 19 | 2  | 3  | 1  | 3  | 144:122 | +22 | 56 |
| 6.   | VSV EC                    | 44 | 26 | 18 | 2  | 0  | 1  | 2  | 164:139 | +25 | 54 |
| 7.   | EC KAC                    | 44 | 22 | 22 | 3  | 2  | 6  | 2  | 119:130 | -11 | 48 |
| 8.   | EC Dornbirn               | 44 | 21 | 23 | 4  | 2  | 4  | 2  | 144:151 | -7  | 46 |
| 9.   | EC Graz 99ers             | 44 | 19 | 25 | 2  | 2  | 2  | 5  | 110:127 | -17 | 45 |
| 10.  | Alba Volán Székesfehérvár | 44 | 18 | 26 | 4  | 5  | 2  | 2  | 119:147 | -28 | 43 |
| 11.  | HC Innsbruck              | 44 | 10 | 34 | 1  | 4  | 2  | 0  | 106:181 | -75 | 24 |
| 12.  | HDD Olimpija Ljubljana    | 44 | 9  | 35 | 1  | 2  | 2  | 1  | 98:159  | -61 | 21 |

### Druhá fáze
| Vysvětlivka                             |
| --------------------------------------- |
| Tým postupující do čtvrtfinále play off |

Výsledky z první fáze se do nadstavby nezapočítávaly, týmy si pouze odnesly bonusové body za umístění v první fázi (uvedeny v závorkách).

#### Skupina A
| Poř. | Tým                  | Z  | V | P | VP | PP | VN | PN | Skóre | +/- | B      |
| ---- | -------------------- | -- | - | - | -- | -- | -- | -- | ----- | --- | ------ |
| 1.   | EC Red Bull Salzburg | 10 | 8 | 2 | 2  | 0  | 0  | 1  | 36:18 | +18 | 19 (2) |
| 2.   | HC Bolzano           | 10 | 6 | 4 | 0  | 1  | 2  | 0  | 27:22 | +5  | 14 (1) |
| 3.   | Vienna Capitals      | 10 | 4 | 6 | 1  | 0  | 1  | 1  | 23:32 | -9  | 13 (4) |
| 4.   | Orli Znojmo          | 10 | 5 | 5 | 0  | 1  | 0  | 1  | 32:26 | +6  | 12 (0) |
| 5.   | VSV EC               | 10 | 4 | 6 | 1  | 2  | 0  | 0  | 31:35 | -4  | 10 (0) |
| 6.   | EHC Linz             | 10 | 3 | 7 | 0  | 0  | 0  | 0  | 18:34 | -16 | 9 (3)  |

#### Skupina B
| Poř. | Tým                       | Z  | V | P | VP | PP | VN | PN | Skóre | +/- | B      |
| ---- | ------------------------- | -- | - | - | -- | -- | -- | -- | ----- | --- | ------ |
| 7.   | Alba Volán Székesfehérvár | 10 | 8 | 2 | 0  | 0  | 0  | 0  | 32:21 | +11 | 17 (1) |
| 8.   | EC Dornbirn               | 10 | 6 | 4 | 2  | 0  | 0  | 0  | 33:27 | +6  | 15 (3) |
| 9.   | EC KAC                    | 10 | 5 | 5 | 0  | 1  | 0  | 0  | 33:22 | +11 | 15 (4) |
| 10.  | EC Graz 99ers             | 10 | 5 | 5 | 1  | 1  | 0  | 0  | 34:32 | +2  | 13 (2) |
| 11.  | HDD Olimpija Ljubljana    | 10 | 4 | 6 | 0  | 0  | 0  | 0  | 30:37 | -7  | 8 (0)  |
| 12.  | HC Innsbruck              | 10 | 2 | 8 | 0  | 1  | 0  | 0  | 19:42 | -23 | 5 (0)  |

## Play off
Kvůli třítýdenní olympijské pauze bylo semifinále a finále hráno pouze na 3 vítězné zápasy.

### Čtvrtfinále
- EC Red Bull Salzburg - EC Dornbirn 4:2 na zápasy (2:3 PP, 4:5, 4:3 PP, 4:2, 6:3, 4:2)
- HC Bolzano - Alba Volán Székesfehérvár 4:0 na zápasy (3:2 PP, 4:2, 3:0, 4:3)
- Vienna Capitals - VSV EC 1:4 na zápasy (4:2, 2:5, 2:4, 3:7, 2:4)
- Orli Znojmo - EHC Linz 1:4 na zápasy (4:3 PP, 5:6 PP, 3:4, 2:3, 1:7)

### Semifinále
- EC Red Bull Salzburg - EHC Linz 3:0 na zápasy (4:2, 3:2 PP, 3:0)
- HC Bolzano - VSV EC 3:1 na zápasy (2:1, 4:3 PP, 1:5, 5:3)

### Finále
- EC Red Bull Salzburg - HC Bolzano 2:3 na zápasy (1:6, 2:4, 7:2, 5:3, 2:3 PP)